# Élections cantonales françaises de 1998
Des élections cantonales se sont déroulées en France les 15 et 22 mars 1998.
Ces élections ont habituellement lieu tous les trois ans pour renouveler la moitié des conseillers généraux qui siègent au sein d'un conseil général pour un mandat de 6 ans.

## Résultats

### Résultats nationaux
| Parti et coalition         | Parti et coalition                 | Parti et coalition               | Premier tour | Premier tour | Second tour | Second tour | Sièges |
| Parti et coalition         | Parti et coalition                 | Parti et coalition               | Voix         | %            | Voix        | %           | Sièges |
| -------------------------- | ---------------------------------- | -------------------------------- | ------------ | ------------ | ----------- | ----------- | ------ |
|                            |                                    | Parti socialiste                 | 2 674 376    | 23,57        | 2 912 641   | 34,25       | 524    |
|                            | Parti communiste français          | 1 147 593                        | 10,12        | 513 514      | 6,04        | 105         |        |
|                            | Divers gauche                      | 628 203                          | 5,54         | 453 162      | 5,33        | 145         |        |
|                            | Les Verts                          | 381 007                          | 3,36         | 43 965       | 0,52        | 2           |        |
|                            | Parti radical de gauche            | 119 272                          | 1,05         | 88 524       | 1,04        | 28          |        |
|                            | Mouvement des citoyens             | 77 266                           | 0,68         | 30 186       | 0,35        | 4           |        |
| Total Gauche plurielle     | Total Gauche plurielle             | 5 027 717                        | 44,32        | 4 041 992    | 47,53       | 808         |        |
|                            |                                    | Rassemblement pour la République | 1 539 554    | 13,57        | 1 392 930   | 16,38       | 264    |
|                            | Union pour la démocratie française | 1 499 180                        | 13,21        | 1 279 640    | 15,05       | 292         |        |
|                            | Démocratie libérale                | 1 499 180                        | 13,21        | 1 279 640    | 15,05       | 292         |        |
|                            | Divers droite                      | 1 481 733                        | 13,06        | 1 099 796    | 12,93       | 310         |        |
| Total Droite parlementaire | Total Droite parlementaire         | 4 520 467                        | 39,84        | 3 772 366    | 44,36       | 866         |        |
|                            | Front national                     | Front national                   | 1 559 217    | 13,76        | 646 439     | 7,60        | 4      |
|                            | Extrême gauche                     | Extrême gauche                   | 68 394       | 0,60         | 23 212      | 0,27        | 8      |
|                            | Divers et sans étiquette           | Divers et sans étiquette         | 76 415       | 0,67         | 11 635      | 0,14        | 4      |
|                            | Divers écologiste                  | Divers écologiste                | 84 001       | 0,74         | 8 687       | 0,10        | 1      |
|                            | Extrême droite                     | Extrême droite                   | 8 644        | 0,08         | –           | –           | 0      |
|                            |                                    |                                  |              |              |             |             |        |
| Inscrits                   | Inscrits                           | Inscrits                         | 19 706 796   | 100,00       | 16 384 626  | 100,00      | 1691   |
| Abstentions                | Abstentions                        | Abstentions                      | 7 820 394    | 39,68        | 7 390 388   | 45,11       |        |
| Votants                    | Votants                            | Votants                          | 11 886 402   | 60,32        | 8 994 238   | 54,89       |        |
| Blancs et nuls             | Blancs et nuls                     | Blancs et nuls                   | 541 547      | 4,56         | 489 907     | 5,45        |        |
| Exprimés                   | Exprimés                           | Exprimés                         | 11 344 855   | 95,44        | 8 504 331   | 94,55       |        |

### Analyse
Alors que souvent en France, les élections intermédiaires ne sont pas favorables au pouvoir en place, les élections cantonales de 1998 voient une poussée de la gauche.
Le nombre de cantons passe de 1 945 (1992) à 2 038 en France métropolitaine.
Au premier tour, les partis de la « gauche plurielle » obtiennent 44 % des voix, contre 40,1 % pour les partis de droite et 13,5 % pour le Front national. Ils semblent en mesure de conserver les départements qu'ils détiennent et de progresser un peu. 
Le premier tour est concomitant des élections régionales, élections à la proportionnelle ne nécessitant qu'un tour. Or à l'issue des régionales, le FN se trouve en position d'arbitre en pouvant faire basculer douze régions à droite.
Entre les deux tours, le débat politique  tourne autour d'éventuelles alliance entre le Front National et les partis de la majorité présidentielle de Jacques Chirac.  Le vendredi 20 mars 1998 à deux jours du scrutin, a lieu  l'élection des présidents de région au sein des conseils régionaux. Dans cinq régions, celui-ci est élu avec l'appoint des voix des conseillers FN créant une forte polémique, la presse et la gauche nommant ce jour le « vendredi noir ».
Au second tour, en réaction au « vendredi noir », les électeurs de gauche se mobilisent tandis que nombre d'électeurs de droite s'abstiennent. De plus la droite se trouve, comme lors des législatives de 1997, gênée par des triangulaires gauche – droite – FN là où celui-ci a pu se maintenir en passant la barre de 10 % des inscrits. Les partis de la « gauche plurielle » obtiennent 47 % des voix, contre 44,5 % pour les partis de droite et 8,5 % pour le Front National. Finalement la gauche conquiert près de 400 nouveaux cantons, lui permettant de faire basculer 11 départements tandis qu'aucun ne passe à droite.

#### Départements ayant basculé à gauche
- Aisne
- Allier
- Alpes-de-Haute-Provence
- Ardèche
- Haute-Corse
- Essonne
- Finistère
- Gers
- Meurthe-et-Moselle
- Nord
- Puy-de-Dôme
- Pyrénées-Orientales
- Haute-Saône

#### Département ayant basculé à droite
- La Réunion

## Présidences
Au moment des élections le parti Démocratie libérale (DL) est encore une composante de l'UDF.

### Rapport de force
|        |  |     | Sortantes | Sortantes | Élues | Élues |
| ------ |  | --- | --------- | --------- | ----- | ----- |
| Gauche |  | PCF | 2         | 24        | 3     | 36    |
| Gauche |  | PS  | 14        | 24        | 24    | 36    |
| Gauche |  | PRG | 3         | 24        | 5     | 36    |
| Gauche |  | DVG | 4         | 24        | 3     | 36    |
| Gauche |  | MDC | 1         | 24        | 1     | 36    |
| Droite |  | UDF | 25        | 75        | 20    | 63    |
| Droite |  | DL  | 15        | 75        | 13    | 63    |
| Droite |  | RPR | 28        | 75        | 24    | 63    |
| Droite |  | DVD | 6         | 75        | 5     | 63    |
| Droite |  | MPF | 1         | 75        | 1     | 63    |

### Par département
| Code                   | Département              | Président sortant               | Parti                           | Parti                           | Président élu                   | Parti                           | Parti                           |
| ---------------------- | ------------------------ | ------------------------------- | ------------------------------- | ------------------------------- | ------------------------------- | ------------------------------- | ------------------------------- |
| 01                     | Ain                      | Jean Pépin                      |                                 | DL                              | Jean Pépin                      |                                 | DL                              |
| 02                     | Aisne                    | Paul Girod                      |                                 | UDF                             | Jean-Pierre Balligand           |                                 | PS                              |
| 03                     | Allier                   | Gérard Dériot                   |                                 | Divers droite                   | Jean-Claude Mairal              |                                 | PCF                             |
| 04                     | Alpes-de-Haute-Provence  | Pierre Rinaldi                  |                                 | RPR                             | Jean-Louis Bianco               |                                 | PS                              |
| 05                     | Hautes-Alpes             | Marcel Lesbros                  |                                 | UDF                             | Alain Bayrou                    |                                 | DL                              |
| 06                     | Alpes-Maritimes          | Charles Ginésy                  |                                 | RPR                             | Charles Ginésy                  |                                 | RPR                             |
| 07                     | Ardèche                  | Henri Torre                     |                                 | Divers droite                   | Michel Teston                   |                                 | PS                              |
| 08                     | Ardennes                 | Roger Aubry                     |                                 | Divers droite                   | Roger Aubry                     |                                 | Divers droite                   |
| 09                     | Ariège                   | Robert Naudi                    |                                 | PS                              | Robert Naudi                    |                                 | PS                              |
| 10                     | Aube                     | Philippe Adnot                  |                                 | Divers droite                   | Philippe Adnot                  |                                 | Divers droite                   |
| 11                     | Aude                     | Raymond Courrière               |                                 | PS                              | Marcel Rainaud                  |                                 | PS                              |
| 12                     | Aveyron                  | Jean Puech                      |                                 | DL                              | Jean Puech                      |                                 | DL                              |
| 13                     | Bouches-du-Rhône         | Lucien Weygand                  |                                 | PS                              | François Bernardini             |                                 | PS                              |
| 14                     | Calvados                 | Anne d'Ornano                   |                                 | DL                              | Anne d'Ornano                   |                                 | DL                              |
| 15                     | Cantal                   | Roger Besse                     |                                 | RPR                             | Roger Besse                     |                                 | RPR                             |
| 16                     | Charente                 | Pierre-Rémy Houssin             |                                 | RPR                             | Pierre-Rémy Houssin             |                                 | RPR                             |
| 17                     | Charente-Maritime        | Claude Belot                    |                                 | UDF (Rad)                       | Claude Belot                    |                                 | UDF (Rad)                       |
| 18                     | Cher                     | Jean-François Deniau            |                                 | DL                              | Serge Vinçon                    |                                 | RPR                             |
| 19                     | Corrèze                  | Jean-Pierre Dupont              |                                 | RPR                             | Jean-Pierre Dupont              |                                 | RPR                             |
| 2A                     | Corse-du-Sud             | José Rossi                      |                                 | DL                              | Marc Marcangeli                 |                                 | DL                              |
| 2B                     | Haute-Corse              | Paul Natali                     |                                 | Divers droite                   | Paul Giacobbi                   |                                 | PRG                             |
| 21                     | Côte-d'Or                | Louis de Froissard de Broissia  |                                 | RPR                             | Louis de Froissard de Broissia  |                                 | RPR                             |
| 22                     | Côtes-d'Armor            | Claudy Lebreton                 |                                 | PS                              | Claudy Lebreton                 |                                 | PS                              |
| 23                     | Creuse                   | Bernard de Froment              |                                 | RPR                             | Gérard Gaudin                   |                                 | RPR                             |
| 24                     | Dordogne                 | Bernard Cazeau                  |                                 | PS                              | Bernard Cazeau                  |                                 | PS                              |
| 25                     | Doubs                    | Georges Gruillot                |                                 | RPR                             | Georges Gruillot                |                                 | RPR                             |
| 26                     | Drôme                    | Jean Mouton                     |                                 | UDF (FD)                        | Jean Mouton                     |                                 | UDF (FD)                        |
| 27                     | Eure                     | Henri Collard                   |                                 | UDF (Rad)                       | Henri Collard                   |                                 | UDF (Rad)                       |
| 28                     | Eure-et-Loir             | Martial Taugourdeau             |                                 | RPR                             | Martial Taugourdeau             |                                 | RPR                             |
| 29                     | Finistère                | Charles Miossec                 |                                 | RPR                             | Pierre Maille                   |                                 | PS                              |
| 30                     | Gard                     | Alain Journet                   |                                 | PS                              | Alain Journet                   |                                 | PS                              |
| 31                     | Haute-Garonne            | Pierre Izard                    |                                 | PS                              | Pierre Izard                    |                                 | PS                              |
| 32                     | Gers                     | Yves Rispat                     |                                 | app. RPR                        | Philippe Martin                 |                                 | PS                              |
| 33                     | Gironde                  | Philippe Madrelle               |                                 | PS                              | Philippe Madrelle               |                                 | PS                              |
| 34                     | Hérault                  | Gérard Saumade                  |                                 | DVG                             | André Vezinhet                  |                                 | PS                              |
| 35                     | Ille-et-Vilaine          | Pierre Méhaignerie              |                                 | UDF (FD)                        | Pierre Méhaignerie              |                                 | UDF (FD)                        |
| 36                     | Indre                    | Daniel Bernardet                |                                 | UDF                             | Louis Pinton                    |                                 | UDF (FD)                        |
| 37                     | Indre-et-Loire           | Jean Delaneau                   |                                 | DL                              | Jean Delaneau                   |                                 | DL                              |
| 38                     | Isère                    | Michel Hannoun                  |                                 | RPR                             | Bernard Saugey                  |                                 | DL                              |
| 39                     | Jura                     | Gérard Bailly                   |                                 | RPR                             | Gérard Bailly                   |                                 | RPR                             |
| 40                     | Landes                   | Robert Cabé                     |                                 | PS                              | Robert Cabé                     |                                 | PS                              |
| 41                     | Loir-et-Cher             | Roger Goemaere                  |                                 | RPR                             | Michel Dupiot                   |                                 | UDF                             |
| 42                     | Loire                    | Pascal Clément                  |                                 | DL                              | Pascal Clément                  |                                 | DL                              |
| 43                     | Haute-Loire              | Jacques Barrot                  |                                 | UDF (FD)                        | Jacques Barrot                  |                                 | UDF (FD)                        |
| 44                     | Loire-Atlantique         | Luc Dejoie                      |                                 | RPR                             | Luc Dejoie                      |                                 | RPR                             |
| 45                     | Loiret                   | Éric Doligé                     |                                 | RPR                             | Éric Doligé                     |                                 | RPR                             |
| 46                     | Lot                      | Jean Milhau                     |                                 | PRG                             | Jean Milhau                     |                                 | PRG                             |
| 47                     | Lot-et-Garonne           | Jean-Louis Brunet               |                                 | UDF (FD)                        | Jean François-Poncet            |                                 | UDF (FD)                        |
| 48                     | Lozère                   | François Brager                 |                                 | UDF (FD)                        | Jean-Paul Pottier               |                                 | DL                              |
| 49                     | Maine-et-Loire           | André Lardeux                   |                                 | RPR                             | André Lardeux                   |                                 | RPR                             |
| 50                     | Manche                   | Pierre Aguiton                  |                                 | DL                              | Jean-François Le Grand          |                                 | RPR                             |
| 51                     | Marne                    | Albert Vecten                   |                                 | UDF (FD)                        | Albert Vecten                   |                                 | UDF (FD)                        |
| 52                     | Haute-Marne              | Pierre Niederberger             |                                 | DL                              | Bruno Sido                      |                                 | RPR                             |
| 53                     | Mayenne                  | Jean Arthuis                    |                                 | UDF (FD)                        | Jean Arthuis                    |                                 | UDF (FD)                        |
| 54                     | Meurthe-et-Moselle       | Jacques Baudot                  |                                 | UDF (FD)                        | Michel Dinet                    |                                 | PS                              |
| 55                     | Meuse                    | Rémi Herment                    |                                 | UDF                             | Roger Dumez                     |                                 | Divers droite                   |
| 56                     | Morbihan                 | Raymond Marcellin               |                                 | DL                              | Jean-Charles Cavaillé           |                                 | RPR                             |
| 57                     | Moselle                  | Philippe Leroy                  |                                 | RPR                             | Philippe Leroy                  |                                 | RPR                             |
| 58                     | Nièvre                   | Bernard Bardin                  |                                 | PS                              | Bernard Bardin                  |                                 | PS                              |
| 59                     | Nord                     | Jacques Donnay                  |                                 | RPR                             | Bernard Derosier                |                                 | PS                              |
| 60                     | Oise                     | Jean-François Mancel            |                                 | Divers droite                   | Jean-François Mancel            |                                 | Divers droite                   |
| 61                     | Orne                     | Gérard Burel                    |                                 | RPR                             | Gérard Burel                    |                                 | RPR                             |
| 62                     | Pas-de-Calais            | Roland Huguet                   |                                 | PS                              | Roland Huguet                   |                                 | PS                              |
| 63                     | Puy-de-Dôme              | Georges Chometon                |                                 | UDF (FD)                        | Pierre-Joël Bonte               |                                 | PS                              |
| 64                     | Pyrénées-Atlantiques     | François Bayrou                 |                                 | UDF (FD)                        | François Bayrou                 |                                 | UDF (FD)                        |
| 65                     | Hautes-Pyrénées          | François Fortassin              |                                 | PRG                             | François Fortassin              |                                 | PRG                             |
| 66                     | Pyrénées-Orientales      | René Marquès                    |                                 | UDF (AD)                        | Christian Bourquin              |                                 | PS                              |
| 67                     | Bas-Rhin                 | Daniel Hoeffel                  |                                 | UDF (FD)                        | Philippe Richert                |                                 | UDF (FD)                        |
| 68                     | Haut-Rhin                | Jean-Jacques Weber              |                                 | UDF (FD)                        | Constant Georg                  |                                 | Divers droite                   |
| 69                     | Rhône                    | Michel Mercier                  |                                 | UDF (FD)                        | Michel Mercier                  |                                 | UDF (FD)                        |
| 70                     | Haute-Saône              | Christian Bergelin              |                                 | RPR                             | Marc Roussel                    |                                 | PRG                             |
| 71                     | Saône-et-Loire           | René Beaumont                   |                                 | DL                              | René Beaumont                   |                                 | DL                              |
| 72                     | Sarthe                   | François Fillon                 |                                 | RPR                             | Roland du Luart                 |                                 | UDF (AD)                        |
| 73                     | Savoie                   | Michel Barnier                  |                                 | RPR                             | Michel Barnier                  |                                 | RPR                             |
| 74                     | Haute-Savoie             | Bernard Pellarin                |                                 | UDF (Rad)                       | Ernest Nycollin                 |                                 | UDF (Rad)                       |
| 75                     | Paris                    | Non concerné par cette élection | Non concerné par cette élection | Non concerné par cette élection | Non concerné par cette élection | Non concerné par cette élection | Non concerné par cette élection |
| 76                     | Seine-Maritime           | Charles Revet                   |                                 | DL                              | Charles Revet                   |                                 | UDF                             |
| 77                     | Seine-et-Marne           | Jacques Larché                  |                                 | DL                              | Jacques Larché                  |                                 | DL                              |
| 78                     | Yvelines                 | Franck Borotra                  |                                 | RPR                             | Franck Borotra                  |                                 | RPR                             |
| 79                     | Deux-Sèvres              | André Dulait                    |                                 | UDF (FD)                        | André Dulait                    |                                 | UDF (FD)                        |
| 80                     | Somme                    | Fernand Demilly                 |                                 | UDF                             | Fernand Demilly                 |                                 | UDF                             |
| 81                     | Tarn                     | Thierry Carcenac                |                                 | PS                              | Thierry Carcenac                |                                 | PS                              |
| 82                     | Tarn-et-Garonne          | Jean-Michel Baylet              |                                 | PRG                             | Jean-Michel Baylet              |                                 | PRG                             |
| 83                     | Var                      | Hubert Falco                    |                                 | DL                              | Hubert Falco                    |                                 | DL                              |
| 84                     | Vaucluse                 | Régis Deroudilhe                |                                 | RPR                             | Jacques Bérard                  |                                 | RPR                             |
| 85                     | Vendée                   | Philippe de Villiers            |                                 | MPF                             | Philippe de Villiers            |                                 | MPF                             |
| 86                     | Vienne                   | René Monory                     |                                 | UDF (FD)                        | René Monory                     |                                 | UDF (FD)                        |
| 87                     | Haute-Vienne             | Jean-Claude Peyronnet           |                                 | PS                              | Jean-Claude Peyronnet           |                                 | PS                              |
| 88                     | Vosges                   | Christian Poncelet              |                                 | RPR                             | Christian Poncelet              |                                 | RPR                             |
| 89                     | Yonne                    | Henri de Raincourt              |                                 | DL                              | Henri de Raincourt              |                                 | DL                              |
| 90                     | Territoire de Belfort    | Christian Proust                |                                 | MDC                             | Christian Proust                |                                 | MDC                             |
| 91                     | Essonne                  | Xavier Dugoin                   |                                 | RPR                             | Michel Berson                   |                                 | PS                              |
| 92                     | Hauts-de-Seine           | Charles Pasqua                  |                                 | RPR                             | Charles Pasqua                  |                                 | RPR                             |
| 93                     | Seine-Saint-Denis        | Robert Clément                  |                                 | PCF                             | Robert Clément                  |                                 | PCF                             |
| 94                     | Val-de-Marne             | Michel Germa                    |                                 | PCF                             | Michel Germa                    |                                 | PCF                             |
| 95                     | Val-d'Oise               | François Scellier               |                                 | UDF (Rad)                       | François Scellier               |                                 | UDF (Rad)                       |
| 971                    | Guadeloupe               | Dominique Larifla               |                                 | GUSR                            | Jacques Gillot                  |                                 | PPDG                            |
| 972                    | Martinique               | Claude Lise                     |                                 | PPM                             | Claude Lise                     |                                 | PPM                             |
| 973                    | Guyane                   | Stéphan Phinera-Horth           |                                 | PSG                             | Joseph Ho-Ten-You               |                                 | DVG                             |
| 974                    | Réunion                  | Christophe Payet                |                                 | PS                              | Jean-Luc Poudroux               |                                 | RPR                             |
| Élections dans les COM |                          |                                 |                                 |                                 |                                 |                                 |                                 |
| 975                    | Saint-Pierre-et-Miquelon |                                 |                                 |                                 | Marc Plantegenest               |                                 | AD (DVD)                        |
| 976                    | Mayotte                  |                                 |                                 |                                 | Younoussa Bamana                |                                 | UDF                             |